# Шубрюг (селище)
Шубрю́г (рос. Шубрюг) — селище у складі Мурашинського району Кіровської області, Росія. Входить до складу Мурашинського сільського поселення.
Населення становить 21 особа (2010, 26 у 2002).
Національний склад станом на 2002 рік — росіяни 92 %.